# Langharig franjekelkje
Het langharig franjekelkje (Incrucipulum ciliare) is een schimmel behorend tot de familie Lachnaceae. Het leeft saprotroof op dode bladeren van Eik (Quercus).

## Kenmerken
De apothecia zijn 0,5 mm in diameter. Het is omgeven door lange, fijne, glanzende witte haartjes. Het excipulum is ook bedekt met korte witte haartjes. Het hymenium glad, wit tot crèmewit met de jaren.
De asci hebben een kleurreactie met J+. De ascosporen zijn spindelvormige sporen, recht of licht gebogen en meten 15-22 × 2,5-3 µm. De parafysen slank, recht, met daarin enkele druppels, lancetvormig, ongeveer 2,5 µm breed, reiken voorbij de asci. Het heeft fijngewratte, dikwandige, gesepteerde randharen, die zijn voorzien van kristallen. De haren meten 70-100 × 5-6 µm lang.